# William Sterling Parsons
William Sterling « Deak » Parsons (26 novembre 1901, 5 décembre 1953) était un rear admiral (contre-amiral) de l'US Navy. Pendant la Seconde Guerre mondiale, il s'occupa de l'armement de la bombe atomique Little Boy qui fut larguée sur la ville japonaise d'Hiroshima. Il avait alors le grade de capitaine de vaisseau.
Dans le cadre du projet Manhattan, Parsons fit le pont entre la recherche, les scientifiques et les militaires. Il joua un rôle clé dans la conception et l'utilisation des détonateurs présents dans la bombe atomique. Il avait activement participé à la recherche, au développement et à l'assemblage de Little Boy. Peu avant le largage sur Hiroshima, il plaça les charges explosives de cordite et activa le système d'armement de la bombe après avoir rampé dans la soute du B-29 Enola Gay. Cette opération était extrêmement délicate et nécessitait la plus grande attention. Parsons s'était entraîné sur l'île de Tinian avant le départ afin de parfaire ses gestes. La bombe sera entièrement armée après que son assistant, Morris Jeppson, eut remplacé les fusibles.
Après la Seconde Guerre mondiale, Parsons devint l'expert de l'US Navy sur les questions relatives au nucléaire. Il est mort d'une crise cardiaque à l'âge de 52 ans et fut inhumé au cimetière militaire national d'Arlington. Le Rear Admiral William S. Parsons Award for Scientific and Technical Progress a été nommé par l'US Navy en son honneur.